# ミツバ (企業)
株式会社ミツバ（英: MITSUBA Corporation）は、日本の大手自動車部品メーカー。

## 概要
モーター・ランプ・ドアミラー・ホーンなどの製造・販売を手がけている。歴史的に本田技研工業との関係性が強い。オートバイ用のスターターモーターは世界トップシェア。自動車用ワイパーシステムは世界四大メーカーの一社。

## 沿革
- 1946年 - 群馬県桐生市に株式会社三ツ葉電機製作所として創立。自転車用発電ランプ販売開始。
- 1951年 - 自動車関連事業を開始。自動車用警音器（ホーン）生産販売開始。
- 1956年 - ワイパモーター生産販売開始。
- 1960年 - 小型二輪車用スターターの生産販売開始。
- 1970年 - 株式会社両毛電子計算センター創立。（1982年7月株式会社両毛システムズに改称）
- 1977年 - 東京店頭市場（後のJASDAQ）に株式公開。
- 1986年 - アメリカ・イリノイ州にアメリカン・ミツバ・Corp.を設立。
- 1988年 - 東京証券取引所市場第二部に株式を上場。
- 1989年 - 東京証券取引所市場第一部に指定替え。
- 1996年 - 株式会社ミツバに商号変更。
- 1997年 - 新ミツバ環境宣言、行動指針発表。
- 2004年 - 株式交換により自動車電機工業株式会社を完全子会社化。
- 2006年 - MITSUBA WAY制定。
- 2007年 - 自動車電機工業株式会社を吸収合併。
- 2012年 - 私的独占の禁止及び公正取引の確保に関する法律（独占禁止法）違反容疑で公正取引委員会による立ち入り検査。
- 2014年 - 12月、メキシコ合衆国に子会社Corporación Tatsumi de México, S.A.de C.V.を設立[3]。
- 2016年 - 12月、トルコ共和国に合弁会社Mitsuba Teklas Turkey Otomotiv A.S.を設立[4]。

## 本社
- 桐生本社（群馬県桐生市）
- 横浜本社（神奈川県横浜市戸塚区）

## 工場
- 赤城工場（群馬県みどり市）
- 新里工場（群馬県桐生市）
- 鬼石工場（群馬県藤岡市）
- 利根工場（群馬県沼田市）
- 富岡工場（群馬県富岡市）
- 福島工場（福島県田村市）

## SCRプロジェクト
ミツバの取り組みとしてSCRプロジェクトを設置している。「ミツバのモーター技術力をアピールし、ミツバブランドを拡げること」を目的とする。
特定用途向けのモーターや発電機の開発・製造、特に省エネルギー競技用電気自動車に向けた高効率モーターに力を入れる。
2002年には、秋田県のワールド・ソーラーカー・ラリーや鈴鹿サーキットで開催されるDream Cupソーラーカーレース鈴鹿に、ソーラーカー用試作DDモーターを投入し好成績を収めた。
これを契機に、2003年よりソーラーカー用モーターの市販化を開始し、2004年からは小型電気自動車レースのワールド・エコノ・ムーブに向けたモーターの販売をはじめた。2009年、同社のモーターはオーストラリア大陸3,000 km縦断ソーラーカーレースのワールド・ソーラー・チャレンジに出場した東海大学チームのTokai Challengerに搭載され、優勝に貢献するなどが大きな成果として挙げられる。